# All Right Now
«All Right Now» (с англ. — «Теперь все в порядке») — песня английской рок-группы Free, вошедшая в их третий студийный альбом Fire and Water (1970). Выпущенная в виде сингла в мае 1970 года, песня достигла второго места в UK Singles Chart и четвертого места — в американском Billboard Hot 100. В июле 1973 года песня была переиздана и достигла 15-го места в британском чарте. В 1991 году был выпущен ремикс песни, который достиг восьмого места в британском чарте.
Песня стала визитной карточкой группы Free и вошла в золотой фонд классики рок-радиостанций. В 1990 году ASCAP (Американское общество композиторов, авторов и издателей) зафиксировало, что в США к концу 1989 года песня прозвучала по радио более миллиона раз. В 2006 году BMI отметила, что это число превысило 3 миллиона. 

## История создания
По словам барабанщика Саймона Кирка, песня была написана после не совсем удачного выступления группы Free в Дареме. «Мы закончили наше шоу и ушли со сцены под звуки наших собственных шагов, — рассказывал Кирк. — Аплодисменты умерли прежде, чем я даже вышел из-за барабанов. Было очевидно, что мы нуждались в заводной песне, чтобы закрывать наши концерты. Вдруг вдохновение пришло к Фрэйзеру, и он начал прихлопывать, напевая „All right now“. Он сел и написал песню прямо там, в раздевалке, а Пол придумал слова. Это заняло не более десяти минут. Эта песня изменила наши жизни».
Одним из инженеров во время записи «All Right Now» в 1970 году был Рой Томас Бейкер, который позже стал продюсером группы Queen.

## Участники записи
- Пол Роджерс — вокал
- Пол Коссофф — гитара
- Энди Фрэйзер — бас-гитара, клавишные
- Саймон Кирк — барабаны

## Кавер-версии
На песню «All Right Now» записывали каверы такие артисты, как The Runaways, Род Стюарт, The Alarm, Майк Олдфилд, Garth Brooks, Stars on 45, Манфред Манн, Puddle of Mudd. Пол Роджерс исполнял ее вместе с Queen во время их сотрудничества в проекте Queen + Paul Rodgers, результатом которого стал концертный альбом Return of the Champions (2005).